# Университет Лотарингии
Европейский университетский центр Лотарингии (фр. Pôle universitaire européen de Lorraine) представляет собой объединение 4 университетов Лотарингии, создан в 1993 году для координации их деятельности. Расположен в Нанси.

## Университеты
- Университет Нанси I
- Университет Нанси II
- Университет Поля Верлена
- Национальный политехнический институт Лотарингии

## Основные направления деятельности
- Позиционирование университетов-членов объединения на европейском и международном уровнях
- Приём и обслуживание студентов и учёных
- Разработка проекта сотрудничества стран центральной и восточной Европы «Дом PECO» (фр. Pays d’Europe Centrale et Orientale)